# Rick Fenn
Rick Fenn (* 23. května 1953), vlastním jménem Richard Fenn, je britský rockový kytarista. V roce 1977 se účastnil turné skupiny 10cc, jejímž členem se stal o rok později. V této kapele působil až do jejího rozpadu v roce 1983. Fenn je také známý svou spoluprací s dalšími hudebníky, např. Mikem Oldfieldem, se kterým spolupracoval na jeho čtyřech albech a účastnil se rovněž jeho koncertů, Rickem Wakemanem nebo bubeníkem Nickem Masonem, se kterým natočil své jediné sólové album.

## Sólová diskografie
- Profiles (1985, s Nickem Masonem)